# Харковец, Андрей Михайлович
Андрей Михайлович Харковец (16 сентября 1963, Минск — 23 июля 2015) — белорусский государственный деятель, министр финансов Республики Беларусь (2008—2014).

## Биография

### Образование
В 1985 году окончил Белорусский государственный институт народного хозяйства. В 2006 году окончил Академию управления при президенте Республики Беларусь.

### Государственная деятельность
С 1995 года возглавлял Главное государственное казначейство.
С 2006 по 2008 год — первый заместитель министра финансов.
С 14 августа 2008 года по 21 июня 2014 занимал должность министра финансов Беларуси.
Под его непосредственным руководством в стране создана казначейская система, принят Бюджетный кодекс, проводилось реформирование налоговой системы. Беларусь впервые получила кредитные рейтинги международных рейтинговых агентств и разместила дебютные выпуски еврооблигаций.

### Семья
Женат. Две дочери.

### Смерть
Скончался после тяжёлой и продолжительной болезни. Похоронен на гражданском кладбище агрогородка Ждановичи.